# Romuald Grimbert-Barré
Romuald Grimbert-Barré, né à Chartres le 1er décembre 1988, est un violoniste français d’origine guadeloupéenne.

## Biographie
Romuald Grimbert-Barré est le cinquième enfant d’une famille de musiciens avec laquelle il s'est produit sur scène dès son enfance,.
Romuald Grimbert-Barré a été Révélation classique de l'Adami, lauréat 2012 de la Fondation d'entreprise Banque Populaire et lauréat du 5e Concours International de Violon de Chine (2014) .
Il s’est produit en soliste et en musique de chambre notamment à l'Auditorium de Radio France avec l'Orchestre National de France, au Carnegie Hallde New-York, au Festival de la Roque d'Anthéron, aux Chorégies d'Orange, à la Cathédrale des Invalides, au festival Pablo Casal, à la Salle Bourgie de Montréal, au Memorial Hall de Sacramento (Californie, Etats-Unis), au Galliard Center de Charleston (Caroline du Sud).
Romuald Grimbert-Barré a été invité à plusieurs reprises sur les plateaux radio et audiovisuel, notamment sur France musique, pour l'émission "Le partie d'en jouer" d'Edouart Fouré Caul-Futy du 15 juin 2014 qui lui a été entièrement consacrée. Plusieurs de ses concerts aux Etats-Unis ont aussi été diffusés sur la radio nationale américaine NPR pour l'émission de musique classique la plus populaire des Etats-Unis "Performance Today",.
Il œuvre activement pour la redécouverte de Joseph Bologne de Saint-George, il a participé au documentaire qui lui est consacré "Nieuwe Blik Terug" sur la Chaine publique Hollandaise NPO 2 et il est intervenu en direct sur cette chaine lors de l'émission "Podium Klassiek" du 16 février 2023, en y interprétant plusieurs de ses oeuvres. A l'occasion de la Nuit Blanche 2024 organisée par la marie de Paris, Romuald Grimbert-Barré a aussi été le directeur musical et soliste d'un spectacle d'envergure "Saint-George en mouvement(s)" au Carreau du Temple, réunissant l'Orchestre de la Garde Républicaine, une dizaine d'escrimeurs et 25 danseurs.
Romuald Grimbert-Barré s'est produit à l'Assemblée Nationale le 11 décembre 2017, pour un concert exceptionnel en hommage aux victimes du cyclone Irma.
Il est le violoniste  de l'Ensemble Variances du compositeur Thierry Pécou, pour lequel il a contribué à  plusieurs enregistrements dont l'album "Humain, non humain" sorti en 2021 .
Romuald Grimbert-Barré a aussi participé à l'Album "The Enescu Projet" de Nicolas Dautricourt paru chez Orchid Classics, ainsi qu'à des dizaines d'enregistrements,,,, en tant que violon solo du Scoring Orchestra of Paris crée par son frère Jonathan Grimbert-Barré.

## Prix et distinctions
- Révélation classique 2011 de l’ADAMI[3]
- Lauréat 2012 de la Fondation d'entreprise Banque Populaire[4]
- Talent de l’Outre Mer 2015 [31]
- Lauréat du 5e Concours International de Violon de Chine (2014)
- Lauréat finaliste du 4e Concours International de Violon Oistrakh à Moscou(2013)[5]